# Maudslay Motor Company

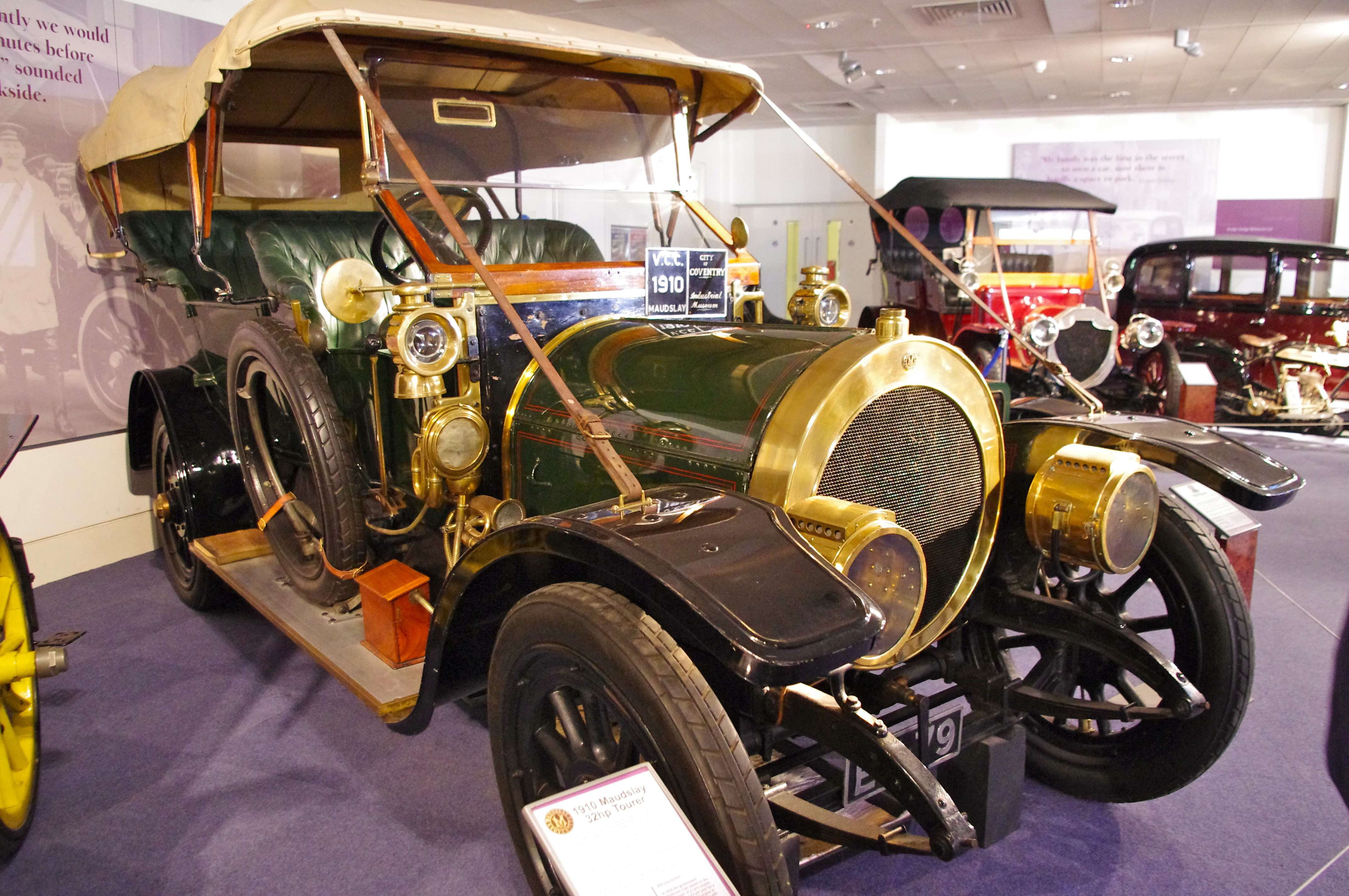
Maudslay 32hp Tourer de 1910 en el Museo del Transporte de Coventry

La Maudslay Motor Company fue un fabricante de vehículos británico con sede en Coventry. Fundada en 1902, estuvo operativa hasta 1948, cuando fue adquirida por la Associated Equipment Company (AEC) y, junto con Crossley Motors, el nuevo grupo pasó a llamarse Associated Commercial Vehicles (ACV) Ltd. 

## Primeros años
La compañía fue fundada por Cyril Charles Maudslay, bisnieto del eminente ingeniero Henry Maudslay, con el fin de fabricar motores marinos de combustión interna. Durante un tiempo colaboró con su primo Reginald Walter Maudslay, quien dejó el negocio para fundar la Standard Motor Company.

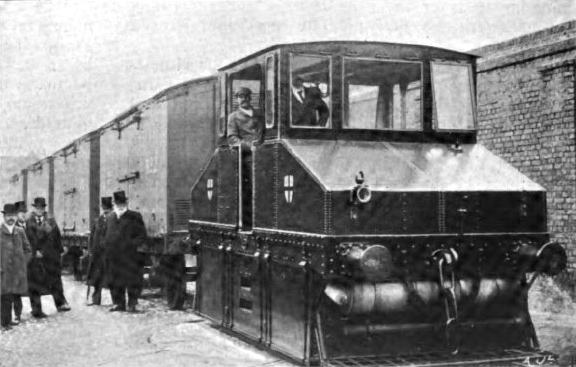
1902 Locomotora con motor de gasolina Maudslay

Los motores marinos no se vendieron muy bien, y en 1902 fabricaron su primer motor destinado a un automóvil, que se instaló en un chasis con tracción por cadena. El motor de tres cilindros, diseñado por Alexander Craig era una unidad avanzada para la época, con un único árbol de levas en cabeza y lubricación a presión.
En 1902, Maudslay Motors fabricó una locomotora de ferrocarril con motor de gasolina para la City of London Corporation, con el fin de transportar camiones desde el Ferrocarril de Londres, Brighton y la Costa Sur hasta el mercado de carne de la Corporación en Deptford, lo que requería desplazar 50 toneladas sobre una pendiente de 1:36. Estaba equipado con un motor de tres cilindros que desarrollaba 85 CV a 450 rpm, con cilindros de 9 pulgadas de diámetro y carrera. La transmisión disponía de un cambio de 2 velocidades. La locomotora pesaba 12 toneladas, y tenía un motor auxiliar de 8 CV que se utilizaba para arrancar el motor principal. Esta fue la primera locomotora con motor de gasolina comercialmente exitosa del mundo.
El motor de tres cilindros fue seguido en 1903 por una versión de seis cilindros, posiblemente el primer árbol de levas en cabeza para seis cilindros que entró en producción. Para 1904 se lanzó una gama de automóviles, incluido uno con una versión de 9,6 litros del motor de seis cilindros. Estos coches estaban entre los más caros del mercado británico. 
Además de los automóviles, la compañía fabricó vehículos comerciales, con el primer autobús de dos pisos producido en 1905 y una gama de camiones que variaban desde modelos pequeños de dos cilindros hasta modelos de seis toneladas. En 1912 Maudslay suministró un motor de 40 caballos (40,6 CV) de gasolina para impulsar un automotor eléctrico.
La compañía  introdujo un motor de válvulas laterales en 1914. 

## Primera Guerra Mundial

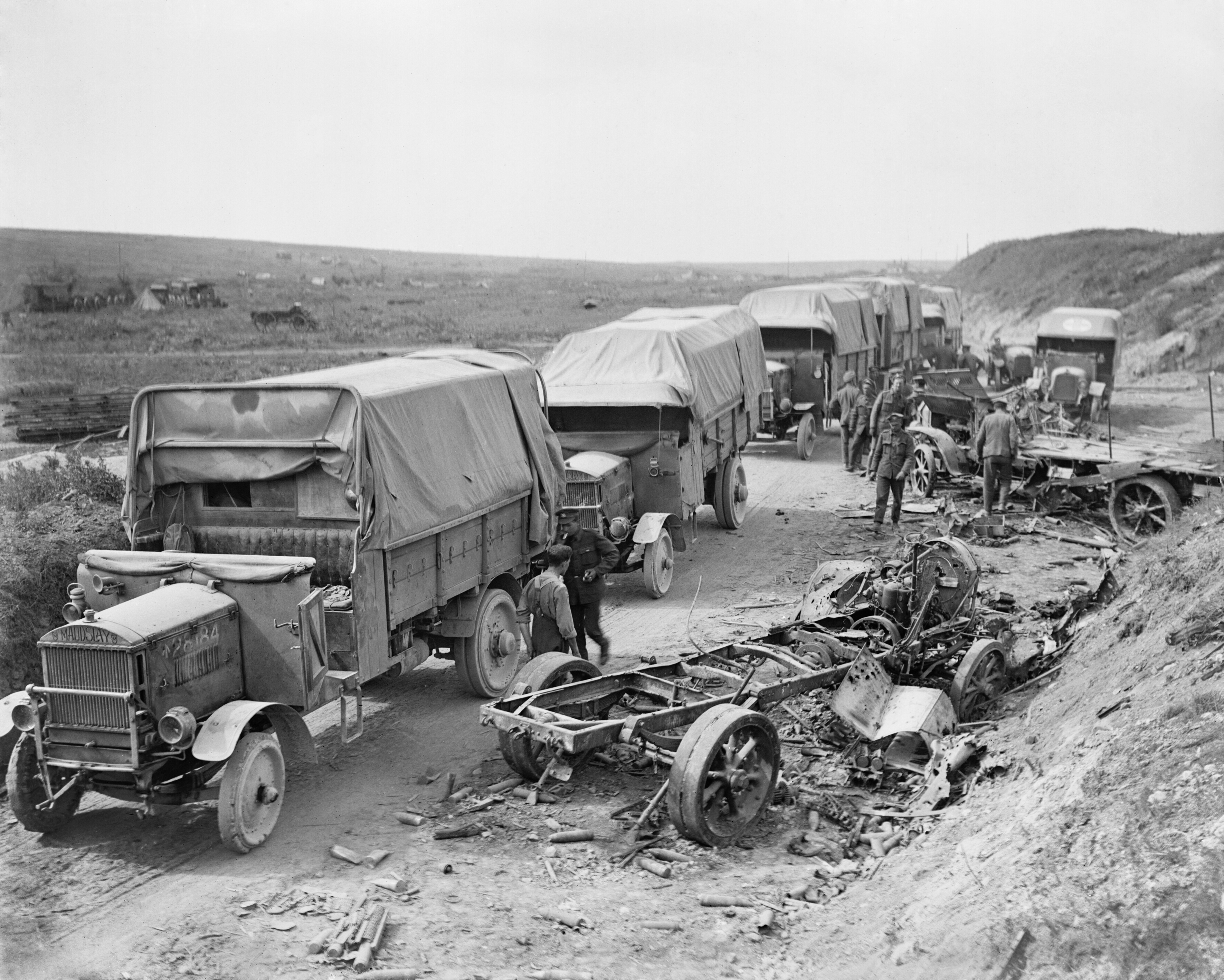
Camiones británicos Maudslay de 3 toneladas estacionados junto a los restos del transporte automotor alemán destruido por fuego de artillería durante el ataque del Tercer Ejército contra Quéant, 2 de septiembre de 1918

La producción de automóviles privados se detuvo con el estallido de la guerra. Los camiones de cinco y seis toneladas habían sido suministrados a la Oficina de Guerra Británica en 1913, y estos, junto con un modelo de tres toneladas, se convirtieron en el producto principal de la firma durante las hostilidades. Además, se realizaron trenes de aterrizaje de aviones, así como trabajos de reacondicionamiento en motores radiales. La producción de motores completos se inició en 1918.

## Período de entreguerras
A pesar del advenimiento de la paz en 1918, la construcción de automóviles privados de la compañía no se reactivó inmediatamente, con una solitaria unidad de automóvil deportivo avanzado presentado en el Salón del Automóvil de Londres de 1923. Los vehículos pesados eran la línea principal de la empresa, y algunos fueron modificados para transportar pasajeros. 
Un avance se produjo en 1924, cuando se introdujo un chasis para autobuses de baja altura. Otro producto importante fue el chasis de autocar SF40 con motor delantero, con el eje delantero atrasado, que salió al mercado en 1934. Logró cifras de ventas bastante exitosas hasta el comienzo de la Segunda Guerra Mundial. 

## Segunda Guerra Mundial y después
Toda la producción de vehículos civiles se detuvo en 1939, y la compañía produjo vehículos de servicio general, tanques y componentes de aviones. En 1941, prácticamente toda la producción se transfirió a una nueva factoría en Great Alne, cerca de Alcester, para escapar de los ataques aéreos alemanes.
Durante los bombardeos de Coventry, murieron varias personas en las instalaciones de producción de Maudslay que habían permanecido en la ciudad.
La factoría de Great Alne sería conocida como Castle Maudslay. La producción automotriz permaneció en esta planta durante muchos años. Durante la década de 1990, se produjeron allí frenos y ejes para fabricantes de automóviles y de vehículos pesados como Volvo y Renault. ArvinMeritor, la compañía que fue propietaria del emplazamiento de Castle Maudslay, mantuvo una pequeña oficina e instalaciones de fabricación allí hasta que finalmente se demolió la factoría, para convertirse en 'Maudslay Park', a partir de 2014 un desarrollo de viviendas. 

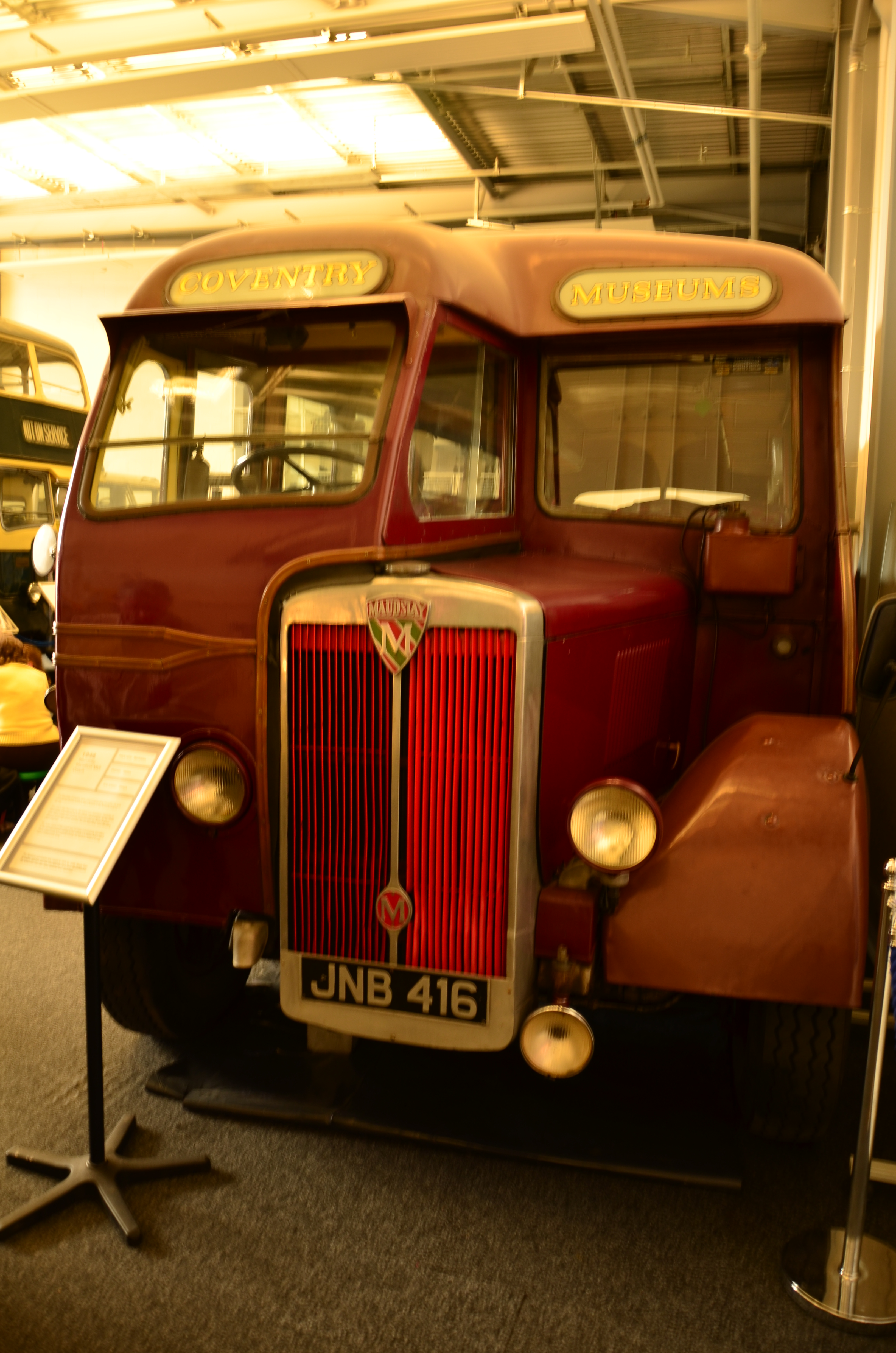
Maudslay Maratón II de 1948. Autobús de Trans-United en el Museo del Transporte de Coventry

Se introdujo una gama completamente nueva de vehículos pesados con chasis de 4, 6 y 8 ruedas, así como autocares de lujo. Castle Maudslay en Alcester fabricaría componentes, y estos serían llevados a los talleres de Parkside, Coventry para el ensamblaje de los vehículos. 

## Fusión
En 1948, Maudslay se unió a AEC y Crossley en la nueva empresa denominada Associated Commercial Vehicles (ACV) Ltd. El nombre se mantuvo al principio, pero en 1950 se eliminó gradualmente. Las plantas de Maudslay continuaron ensamblando modelos diseñados por AEC en la década de 1950 y hubo algunos Maudslay producidos con sus propios distintivos para dar espacio adicional a AEC en los salones del automóvil. Después de la formación de Leyland Motor Corporation, la planta de Castle Maudlsay produjo ejes. Rockwell compró la empresa a finales de la década de 1970. 
En 1942, tres de los nietos de Henry Maudslay conmemoraron el nombre de su abuelo formando la Sociedad Maudslay, una organización para alentar a los ingenieros jóvenes.